# Inka Friedrich
Inka Friedrich (ur. 1 listopada 1965 we Fryburgu Bryzgowijskim) – niemiecka aktorka.

## Filmografia
- 2005: Lato w Berlinie
- 2005: Willenbrock
- 2006: Die Mauer: Berlin ’61
- 2007: Kuckuckszeit
- 2008: W zimie minie rok
- 2010: Groupies nie zostają na śniadanie
- 2011: W pół drogi
- 2013: Pinocchio
- 2013: Zeit der Helden
- 2015: Unterm Radar